# Cezar dla najlepszego reżysera
Cezar dla najlepszego reżysera  przyznawany od 1976 roku, przez Francuską Akademię Sztuki i Techniki Filmowej.

## 1971–1980
1976: Bertrand Tavernier – Niech się zacznie zabawa

nominacje:
- Robert Enrico – Stara strzelba
- Jean-Paul Rappeneau – Samotnik
- François Truffaut – Miłość Adeli H.

1977: Joseph Losey – Pan Klein

nominacje:
- Claude Miller – La meilleure façon de marcher
- Bertrand Tavernier – Sędzia i zdrajca
- André Téchiné – Barok

1978: Alain Resnais – Opatrzność

nominacje:
- Luis Buñuel – Mroczny przedmiot pożądania
- Claude Miller – Powiedz, że ją kocham
- Pierre Schoendoerffer – Krab dobosz

1979: Christian de Chalonge – Cudze pieniądze

nominacje:
- Michel Deville – Akta 51
- Ariane Mnouchkine – Moliere
- Claude Sautet – Taka zwykła historia

1980: Roman Polański – Tess

nominacje:
- Costa-Gavras – Blask kobiecości
- Jacques Doillon – La drôlesse
- Joseph Losey – Don Giovanni

## 1981–1990
1981: François Truffaut – Ostatnie metro

nominacje:
- Jean-Luc Godard – Ratuj się kto może (życie)
- Alain Resnais – Wujaszek z Ameryki
- Claude Sautet – Zły syn

1982: Jean-Jacques Annaud – Walka o ogień

nominacje:
- Pierre Granier-Deferre – Dziwna sprawa
- Claude Miller – Przesłuchanie w noc sylwestrową
- Bertrand Tavernier – Czystka

1983: Andrzej Wajda – Danton

nominacje:
- Jacques Demy – Pokój w mieście
- Jean-Luc Godard – Pasja
- Bob Swaim – Równowaga

1984: Ettore Scola – Bal

nominacje:
- Jean Becker – Mordercze lato
- Claude Berri – Cześć, pajacu
- Maurice Pialat – Za naszą miłość
- François Truffaut – Byle do niedzieli

1985: Claude Zidi – Skorumpowani

nominacje:
- Alain Resnais – Miłość aż po śmierć
- Francesco Rosi – Carmen
- Éric Rohmer – Noce pełni księżyca
- Bertrand Tavernier – Niedziela na wsi

1986: Michel Deville – Śmierć we francuskim ogrodzie

nominacje:
- Luc Besson – Metro
- Claude Miller – Złośnica
- Coline Serreau – Trzech mężczyzn i dziecko
- Agnès Varda – Bez dachu i praw

1987: Alain Cavalier – Teresa

nominacje:
- Jean-Jacques Beineix – Betty Blue
- Claude Berri – Jean de Florette
- Bertrand Blier – Strój wieczorowy
- Alain Resnais – Melodramat

1988: Louis Malle – Do zobaczenia, chłopcy

nominacje:
- Jean-Loup Hubert – Długa droga
- Patrice Leconte – Tandem
- Maurice Pialat – Pod słońcem szatana
- André Téchiné – Niewinni

1989: Jean-Jacques Annaud – Niedźwiadek

nominacje:
- Luc Besson – Wielki błękit
- Claude Chabrol – Sprawa kobiet
- Michel Deville – Lektorka
- Claude Miller – Mała złodziejka

1990: Bertrand Blier – Zbyt piękna dla ciebie

nominacje:
- Alain Corneau – Indyjski nokturn
- Patrice Leconte – Pan Hire
- Miloš Forman – Valmont
- Bertrand Tavernier – Życie i nic więcej

## 1991–2000
1991: Jean-Paul Rappeneau – Cyrano de Bergerac

nominacje:
- Claude Berri – Uran
- Luc Besson – Nikita
- Jacques Doillon – Mały przestępca
- Patrice Leconte – Mąż fryzjerki

1992: Alain Corneau – Wszystkie poranki świata

nominacje:
- Bertrand Blier – Dziękuję ci życie
- Jacques Rivette – Piękna złośnica
- Maurice Pialat – Van Gogh
- André Téchiné – Nie całuję

1993: Claude Sautet – Serce jak lód

nominacje:
- Cyril Collard – Dzikie noce
- Christine Pascal – Co powiedział mały książę
- Bertrand Tavernier – L.627
- Régis Wargnier – Indochiny

1994: Alain Resnais – Palić/Nie palić

nominacje:
- Claude Berri – Germinal
- Bertrand Blier – Un, deux, trois, soleil
- Krzysztof Kieślowski – Trzy kolory. Niebieski
- Jean-Marie Poiré – Goście, goście
- André Téchiné – Moja ulubiona pora roku

1995: André Téchiné – Dzikie trzciny

nominacje:
- Luc Besson – Leon zawodowiec
- Patrice Chéreau – Królowa Margot
- Nicole Garcia – Ulubiony syn
- Krzysztof Kieślowski – Trzy kolory. Czerwony

1996: Claude Sautet – Nelly i pan Arnaud

nominacje:
- Josiane Balasko – Kochanek czy kochanka
- Claude Chabrol – Ceremonia
- Étienne Chatiliez – Szczęście jest na łące
- Mathieu Kassovitz – Nienawiść
- Jean-Paul Rappeneau – Huzar

1997: nagrody ex aequo:
- Patrice Leconte – Śmieszność
- Bertrand Tavernier – Kapitan Conan

nominacje:
- Jacques Audiard – Wielce skromny bohater
- Cédric Klapisch – W rodzinnym sosie
- André Téchiné – Złodzieje

1998: Luc Besson – Piąty element

nominacje:
- Alain Corneau – Le cousin
- Robert Guédiguian – Marius i Jeanette
- Manuel Poirier – Western
- Alain Resnais – Znamy tę piosenkę

1999: Patrice Chéreau – Ci, którzy mnie kochają, wsiądą do pociągu

nominacje:
- Nicole Garcia – Plac Vendome
- Gerard Pires – Taxi
- Francis Veber – Kolacja dla palantów
- Érick Zonca – Wyśnione życie aniołów

2000: Tonie Marshall – Salon piękności Venus

nominacje:
- Jean Becker – Dzieci bagien
- Luc Besson – Joanna d’Arc
- Michel Deville – La maladie de Sachs
- Patrice Leconte – Dziewczyna na moście
- Régis Wargnier – Wschód-Zachód

## 2001–2010
2001: Dominik Moll – Harry, twój prawdziwy przyjaciel

nominacje:
- Jean-Pierre Denis – Les blessures assassines
- Agnès Jaoui – Gusta i guściki
- Mathieu Kassovitz – Purpurowe rzeki
- Patricia Mazuy – Dziewczęta z Saint-Cyr

2002: Jean-Pierre Jeunet – Amelia

nominacje:
- Jacques Audiard – Na moich ustach
- Patrice Chéreau – Intymność
- François Dupeyron – Sala oficerska
- François Ozon – Pod piaskiem

2003: Roman Polański – Pianista

nominacje:
- Costa-Gavras – Amen.
- Cédric Klapisch – Smak życia
- François Ozon – 8 kobiet
- Nicolas Philibert – Być i mieć

2004: Denys Arcand – Inwazja barbarzyńców

nominacje:
- Lucas Belvaux – Wspaniała para, Po życiu, Zbieg
- Claude Miller – Mała Lili
- Jean-Paul Rappeneau – Bon voyage
- Alain Resnais – Tylko nie w usta

2005: Abdellatif Kechiche – Unik

nominacje:
- Christophe Barratier – Pan od muzyki
- Arnaud Desplechin – Królowie i królowa
- Jean-Pierre Jeunet – Bardzo długie zaręczyny
- Olivier Marchal – 36

2006: Jacques Audiard – W rytmie serca

nominacje:
- Xavier Beauvois – Młody porucznik
- Jean-Pierre Dardenne i Luc Dardenne – Dziecko
- Michael Haneke – Ukryte
- Radu Mihăileanu – Żyj i stań się

2007: Guillaume Canet – Nie mów nikomu

nominacje:
- Rachid Bouchareb – Dni chwały
- Pascale Ferran – Kochanek lady Chatterley
- Philippe Lioret – Nie martw się o mnie
- Alain Resnais – Prywatne lęki w miejscach publicznych

2008: Abdellatif Kechiche – Tajemnica ziarna

nominacje:
- Olivier Dahan – Niczego nie żałuję – Edith Piaf
- Claude Miller – Tajemnica
- Julian Schnabel – Motyl i skafander
- André Téchiné – Świadkowie

2009: Jean-François Richet – Wróg publiczny numer jeden, część I, Wróg publiczny numer jeden, część II

nominacje:
- Rémi Bezançon – Dzień, który odmienił twoje życie
- Laurent Cantet – Klasa
- Arnaud Desplechin – Świąteczne opowieści
- Martin Provost – Serafina

2010: Jacques Audiard − Prorok

nominacje:
- Lucas Belvaux − Porwanie
- Xavier Giannoli − Początek
- Philippe Lioret − Witamy
- Radu Mihăileanu − Koncert

## 2011–2020
2011: Roman Polański − Autor widmo

nominacje:
- Mathieu Amalric − Tournée
- Olivier Assayas − Carlos
- Xavier Beauvois − Ludzie Boga
- Bertrand Tavernier − Księżniczka Montpensier

2012: Michel Hazanavicius − Artysta

nominacje:
- Alain Cavalier − Pater
- Pierre Schoeller − Minister
- Valérie Donzelli − Wypowiedzenie wojny
- Éric Toledano i Olivier Nakache − Nietykalni
- Aki Kaurismäki − Człowiek z Hawru
- Maïwenn − Poliss

2013: Michael Haneke − Miłość

nominacje:
- Benoît Jacquot − Żegnaj, królowo
- Noémie Lvovsky − Camille powtarza rok
- François Ozon − U niej w domu
- Jacques Audiard − Z krwi i kości
- Leos Carax − Holy Motors
- Stéphane Brizé − Kilka godzin wiosny

2014: Roman Polański − Wenus w futrze

nominacje:
- Albert Dupontel − Dziewięć długich miesięcy
- Guillaume Gallienne − Guillaume i chłopcy! Kolacja!
- Alain Guiraudie − Nieznajomy nad jeziorem
- Arnaud Desplechin − Jimmy P.
- Asghar Farhadi − Przeszłość
- Abdellatif Kechiche − Życie Adeli

2015: Abderrahmane Sissako − Timbuktu

nominacje:
- Céline Sciamma − Dziewczyny z bandy
- Thomas Cailley − Miłość od pierwszego ugryzienia
- Robin Campillo − Eastern Boys
- Thomas Lilti − Hipokrates
- Bertrand Bonello − Saint Laurent
- Olivier Assayas − Sils Maria

2016: Arnaud Desplechin − Trzy wspomnienia z mojej młodości

nominacje:
- Jacques Audiard − Imigranci
- Stéphane Brizé − Miara człowieka
- Xavier Giannoli − Niesamowita Marguerite
- Maïwenn − Moja miłość
- Deniz Gamze Ergüven − Mustang
- Emmanuelle Bercot − Z podniesionym czołem

2017: Xavier Dolan − To tylko koniec świata

nominacje:
- Houda Benyamina − W pogoni za marzeniami
- Paul Verhoeven − Elle
- François Ozon − Frantz
- Anne Fontaine − Niewinne
- Bruno Dumont − Martwe wody
- Nicole Garcia − Z innego świata

2018: Albert Dupontel − Do zobaczenia w zaświatach

nominacje:
- Mathieu Amalric − Barbara
- Robin Campillo − 120 uderzeń serca
- Hubert Charuel − Cierpkie mleko
- Julia Ducournau − Mięso (Grave)
- Michel Hazanavicius − Ja, Godard
- Éric Toledano i Olivier Nakache − Nasze najlepsze wesele

2019: Jacques Audiard − Bracia Sisters

nominacje:
- Emmanuel Finkiel − Ból
- Jeanne Herry − Wymarzony
- Xavier Legrand − Jeszcze nie koniec
- Gilles Lellouche − Niezatapialni
- Alex Lutz − Guy
- Pierre Salvadori − Mój problem to ty

2020: Roman Polański − Oficer i szpieg

nominacje:
- Nicolas Bedos − Poznajmy się jeszcze raz
- Arnaud Desplechin − Miłosierny
- Ladj Ly − Nędznicy
- Éric Toledano i Olivier Nakache − Nadzwyczajni
- François Ozon − Dzięki Bogu
- Céline Sciamma − Portret kobiety w ogniu

## 2021–2030
2021: Albert Dupontel − Żegnajcie, głupcy

nominacje:
- Sébastien Lifshitz − Nastolatki
- Maïwenn − DNA
- Emmanuel Mouret − Dyskretny urok niebezpiecznych myśli
- François Ozon − Lato ’85